# Саркісян Амаяк Мхітарович
Амаяк Мхітарович Саркісян (1905 — ?) — Голова колгоспу села Айгезард Арташатського району Вірменської РСР Герой Соціалістичної Праці (08.04.1971).

## Біографія
Народився в 1905 році в Туреччині. Вірменин.
У середині 1950-х років працював у колгоспі імені Паризької комуни (село Анастасаван), виноградні плантації якого розташовані в Араратській долині. Пізніше Амаяк Мхітарович очолив виноградарський колгосп, змінивши колишнього голову Героя Соціалістичної Праці Г. П. Хачатряна.
За підсумками роботи у 7-й семирічці (1959-1965) А. М. Саркісян нагороджений орденом Леніна, а передова ланкова колгоспу Р.В. Степанян стала Героєм Соціалістичної Праці.
Указом Президії Верховної Ради СРСР від 8 квітня 1971 року за видатні успіхи, досягнуті в розвитку сільськогосподарського виробництва і виконання п'ятирічного плану продажу державі продуктів землеробства і тваринництва, Саркісяну Амаяку Мхитаровичу присвоєно звання Героя Соціалістичної Праці з врученням ордена Леніна і золотої медалі «Серп і Молот».
У наступні роки 8-ї п'ятирічки (1966-1970) трудівники колгоспу села Айгезард продовжували утримувати першість по урожаю сонячної ягоди і вийшли переможцями у соціалістичному змаганні серед виноградарів Вірменської РСР.
Неодноразовий учасник Виставки досягнень народного господарства (ВДНГ). 
Останнім часом А. М. Саркісян проживав в місті Єревані. Дата його смерті не встановлена.

## Нагороди
- Золота медаль «Серп і Молот» (08.04.1971)
- орден Леніна (30.04.1966)
- орден Леніна (08.04.1971)
- Медаль «В ознаменування 100-річчя з дня народження Володимира Ілліча Леніна»
- Медаль «За доблесну працю у Великій Вітчизняній війні 1941—1945 рр.»
- медалі Виставки досягнень народного господарства (ВДНГ)
- та інші

- Музалевский М. В. Герои Социалистического Труда. Биобиблиографический словарь. — М.: РИЦ "Кавалер", 2008. — Т. 2. — 200 с.
- Асрян А. Г. Герои Социалистического Труда Советского Союза // Герои армяне. — Ер. : Амарас, 2015. — С. 253—328.
- Лица, удостоенные почётных званий СССР. Герои Социалистического Труда // Армянская советская энциклопедия / В. А. Амбарцумян. — Ер., 1987. — Т. 13. Советская Армения. — С. 666—667.
- Саакян В. М., Геворкян В. А. Герои Социалистического Труда Армении = Հայաստանի սոցիալիստական աշխատանքի հերոսները. — Ер. : Айпетрат, 1960. — 325 с.